# Freescale Semiconductor

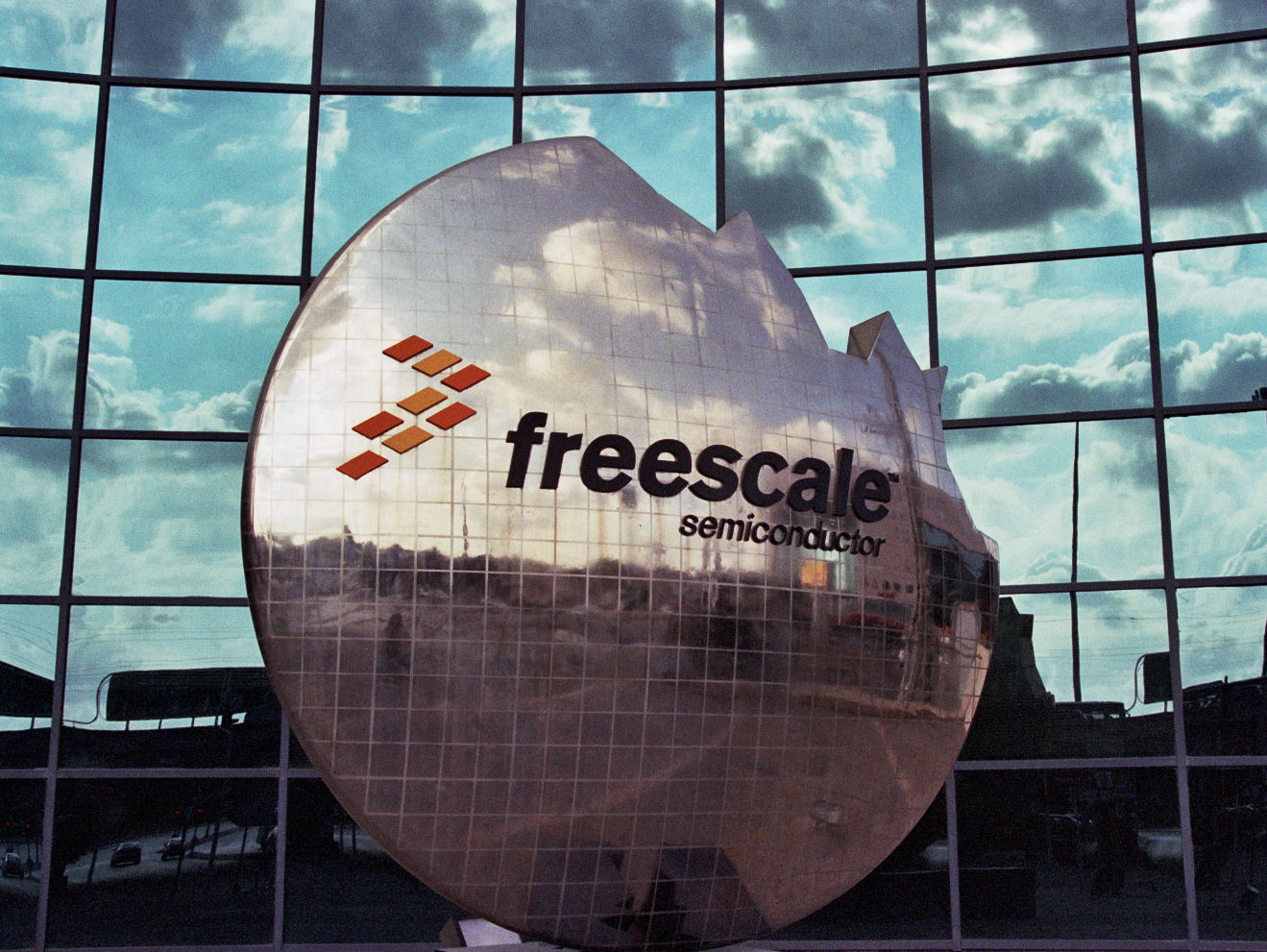
Firmenschild von Freescale Semiconductor 2001

Freescale Semiconductor war ein US-amerikanischer Halbleiterhersteller, der 2004 durch der Ausgliederung des Halbleiterbereiches von Motorola entstanden war. 2015 wurde Freescale von NXP übernommen

## Geschichte
Die Halbleiterherstellung begann bei Motorola schon 1953, in deren Verlauf neben diskrete Bauelemente wie Dioden und Transistoren, Logikfamilien wie MECL 10,000, Microprozessoren der ersten Generation wie Motorola 6800 und wegweisende Hauptprozessoren wie die 68000er-Familie, die 88000er-Familie, der PowerPC und ARM-basierte Prozessoren produziert wurden. Weitere Produkte waren zugehörige Dienstprogramme und Entwicklungssysteme (mit CHRP-Rechnern wie der ODW auf Pegasos-Basis) und zahlreiche sonstige Integrierte Schaltkreise für den Markt eingebetteter Systeme und Digitaler Signalprozessoren. Bekannte Mikrocontrollerreihen waren die I.MX in der ARM-Architektur, außerdem PowerQUICC und QorIQ in der PowerPC-Architektur.
Der Geschäftsbereich Semiconductor Components Group (SCG) mit deren meist diskreten Bauelementen und Standardprodukten wurde 1999 von Motorola als ON Semiconductor abgespalten.
Am 6. Oktober 2003 gab Motorola den Spin-off des Halbleiterbereichs mit den komplexeren Schaltungen wie Prozessoren bekannt. Im April 2004 nahm Freescale als hundertprozentige Tochter den Geschäftsbetrieb auf. Am 16. Juni 2004 ging das Unternehmen an die Börse. In diesem Bereich waren zum Schluss ca. 17.000 Arbeitnehmer in über 20 Ländern bei Freescale beschäftigt. In Deutschland war Freescale als Freescale Halbleiter Deutschland GmbH tätig.
Im Dezember 2006 wurde Freescale mit Zustimmung der Aktionäre von einem Investorenkonsortium unter Führung der Blackstone Group mit Beteiligung der Carlyle Group, Permira und der Texas Pacific Group für 17,6 Milliarden Dollar übernommen, es war das bis dahin höchste Leveraged Buyout eines Technologieunternehmens.
Am 11. Februar 2011 ging Freescale wieder an die Börse. Im Geschäftsjahr 2013 erzielte Freescale einen Umsatz von 4,19 Milliarden US-Dollar bei einem Verlust von 208 Millionen US-Dollar.
Am 2. März 2015 gab Freescale den Kauf des Unternehmens durch NXP bekannt. Am 7. Dezember 2015 ging das Unternehmen in NXP auf.

## Trivia
An Bord des am 8. März 2014 verschollenen Flugs 370 der Malaysia Airlines befanden sich 20 Mitarbeiter des Unternehmens.